# Grandfontaine (Jura)
Pour les articles homonymes, voir Grandfontaine.

Photo aérienne (1950)

Grandfontaine est une commune suisse du canton du Jura.